# Karlheinz Smieszek
Karlheinz Smieszek (n. 5 august 1948, Kitzingen, Bizone⁠(d), Germania) este un trăgător de tir ce a reprezentat Germania, medaliat olimpic. A participat la o ediție a Jocurilor Olimpice (1976) în care a câștigat o medalie de aur.

## Participări
Lista de mai jos prezintă principalele competiții la care a participat Karlheinz Smieszek de-a lungul carierei.
- shooting at the 1976 Summer Olympics – mixed 50 metre rifle, prone[*]